# Горіхівська діброва
Горіхівська діброва — лісовий заказник місцевого значення, розташований у Сіверськодонецькому районі (раніше — Попаснянському районі) Луганської області на північний захід від с. Оріхове. Площа — 351,7 га. Розташований на землях державного лісового фонду в межах постійного землекористування державного підприємства «Сєверодонецьке лісомисливське господарство». Природоохоронна територія оголошена рішенням Луганської обласної ради від 28 лютого 2013 року № 17/32.
Пам'ятка природи являє собою окреме лісове урочище байрачного типу, де зростають ліси як природного, так і штучного походження віком 60-120 років. За складом переважають змішані та чисті дубові та ясеневі насадження. Також зростають акація біла, ясен зелений, берест, в'яз дрібнолистий, клен татарський, верба козяча, крушина ламка. На лісових галявинах та не заліснених ділянках зустрічаються види рослин, які занесені до Червоної книги України: півонія тонколиста, сон лучний, тюльпан дібровний, рястка Буше, рябчик руський, дельфіній Сергія, ковила волосиста.

## Галерея

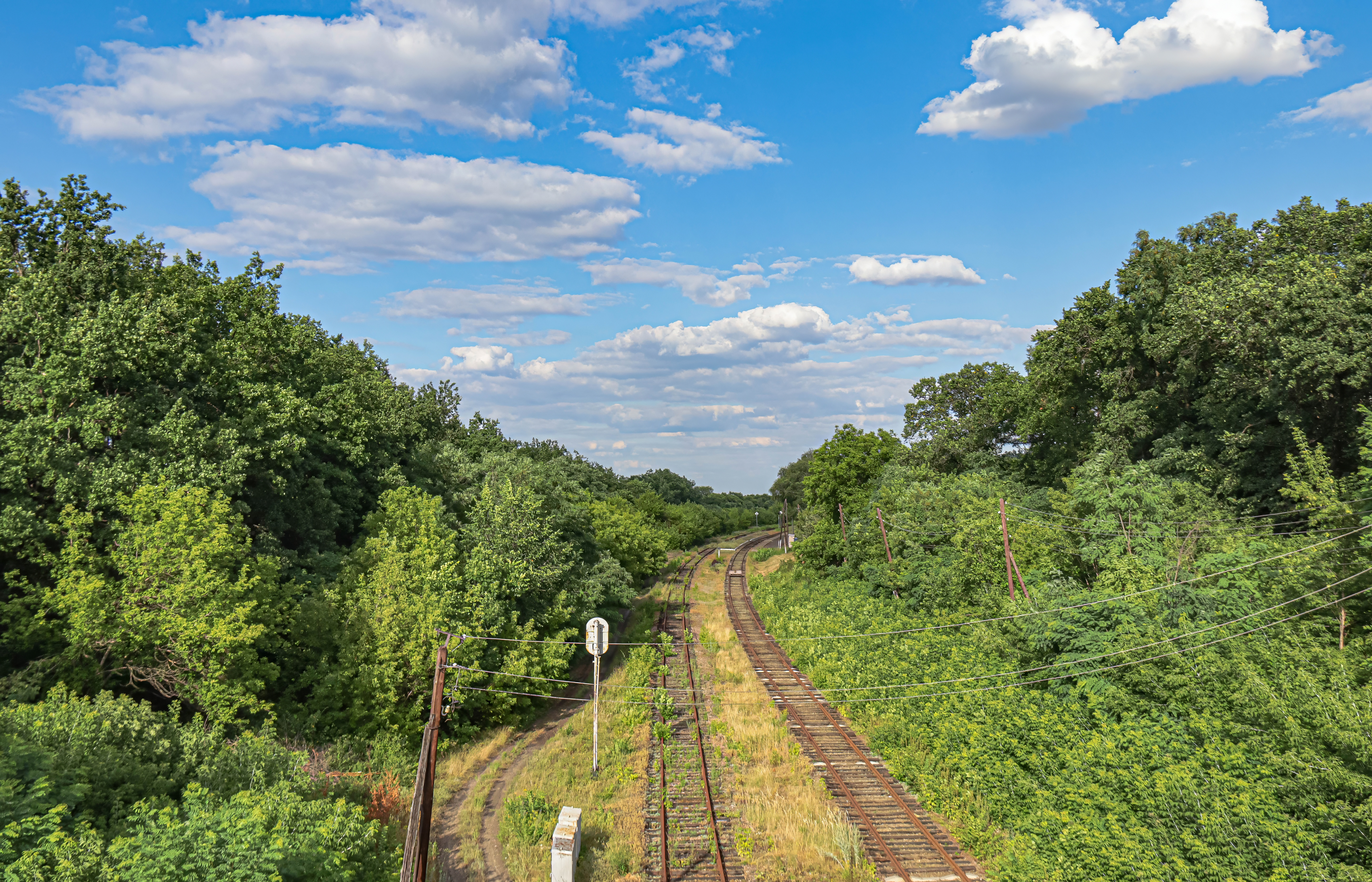
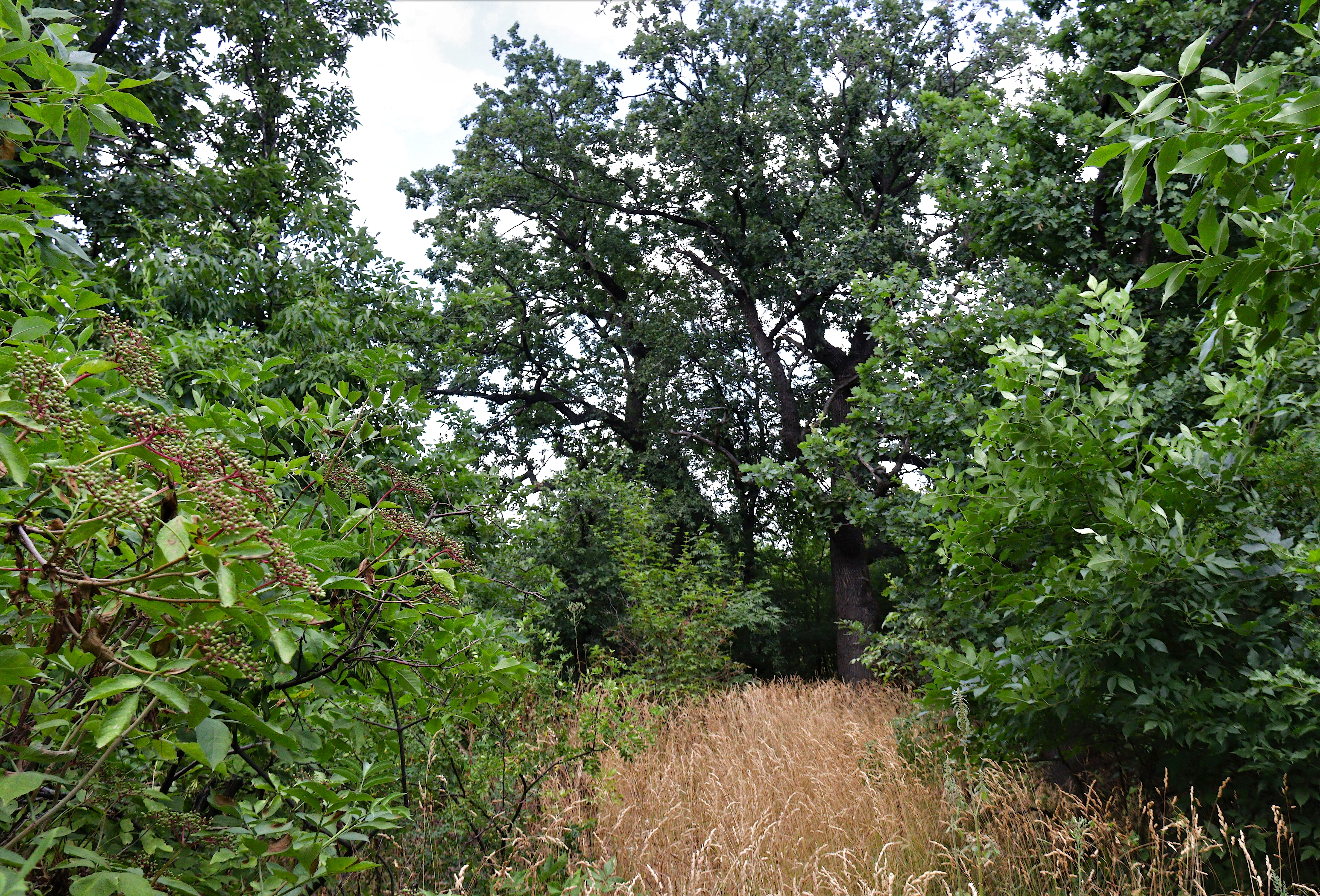
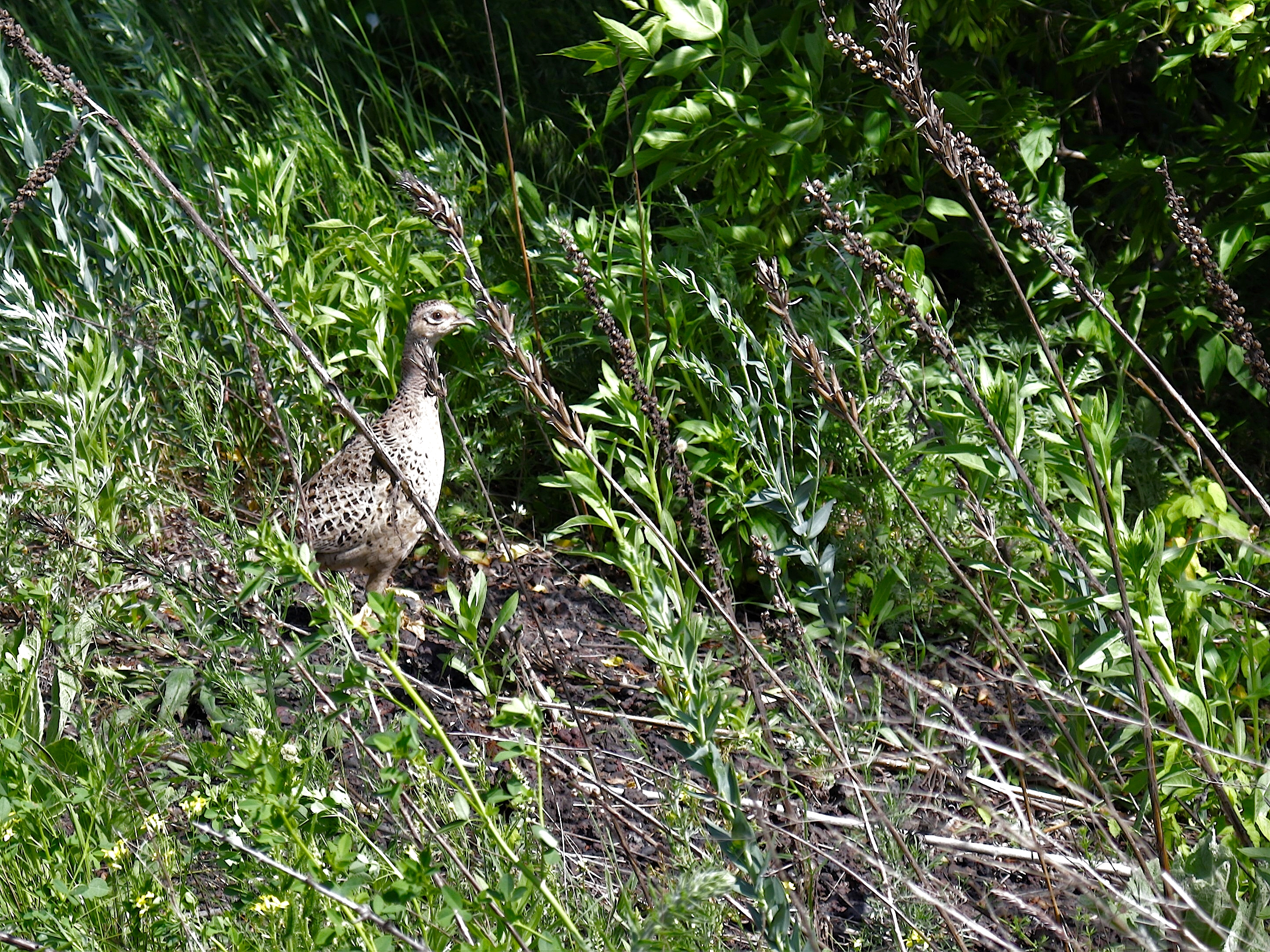